# Thé au Maroc
Le thé au Maroc est une boisson essentielle, le pays étant le premier importateur de thé vert au monde.
Il est appelé atay en arabe marocain et en berbère.
L'infusion d'herbes est populaire dans le pays longtemps avant l'arrivée du thé au Maroc. Celle-ci fait l'objet de nombreuses spéculations, la principale étant que le roi Ismaïl ben Chérif aurait reçu du thé vert de la part de la reine Anne après la libération de soixante-neuf prisonniers britanniques. Le Royaume-Uni détient le quasi-monopole du commerce du thé au Maroc au cours du dix-neuvième siècle, en particulier grâce à la rénovation du port d'Essaouira dans les années 1760. Le thé devient une boisson répandue vers le milieu du siècle. La menthe y est vite ajoutée : au goût puissant, elle permet de réduire l'amertume du thé sans en changer la couleur.
Le thé est plus sucré dans le Nord que dans le Sud du Maroc où il l'est moins et plus amer.

## Histoire

### Origines
Les infusions d'herbes variées, et en particulier de menthe poivrée, sont très populaires dans l'ensemble du pays longtemps avant l'arrivée du thé dans le pays.
L'arrivée du thé au Maroc reste floue : il existe plusieurs pour l'expliquer et la dater. La première théorie veut que le thé soit apporté au Maroc dès le XIIe siècle par les Phéniciens installés au Nord du pays pendant huit siècles. Une autre hypothèse veut que les Berbères l'aient amené avec eux en arrivant de l'Oronte. Abdelahad Sebti et Omar Carlier affirment que les Britanniques vendent déjà du thé dans certains ports marocains dès le seizième siècle, avec une intensification du commerce au siècle suivant,,. Une autre encore suggère que des pirates marocains auraient capturé un bateau chargé de thé pendant la conquête militaire de l'Espagne et du Portugal, au dix-huitième siècle.
Une dernière théorie, la plus crédible[Selon qui ?], voudrait que le roi Ismaïl ben Chérif aurait reçu du thé vert de la part de la reine Anne après la libération de soixante-neuf prisonniers britanniques,. En 1789, le chirurgien anglais William Lempriere, présent à la cour de Mohammed ben Abdallah, observe le service du thé : celui-ci dure au moins deux heures, lors desquelles la boisson est servie en très petite quantité dans tes tasses de porcelaine minuscules. La boisson est extrêmement coûteuse et rare. Elle est appréciée d'abord pour ses qualités médicinales et consommée à l'aide des mêmes ustensiles qu'au Royaume-Uni,.

### Monopole britannique
Le Royaume-Uni détient le quasi-monopole du commerce du thé au Maroc au cours du XIXe siècle, en particulier grâce à la rénovation du port d'Essaouira dans les années 1760. Le thé devient une boisson répandue vers le milieu du siècle, en particulier en raison de la guerre de Crimée : les ports de la mer Baltique n'étant plus accessibles, les marchands britanniques se débarrassent de leur excédent de thé importé de Chine en créant des nouveaux marchés commerciaux à Tanger et Essaouira,,. C'est cette influence britannique qui apporte le nom du thé au Maroc, atay, variante du « te » cantonais, par opposition aux noms inspirés par le nom en mandarin, variantes de « cha ».
Les commerçants Maures du Maroc partent de Guelmim et vendent le thé britannique dans le Sahel occidental et en particulier au Mali, mais également en Mauritanie et dans le reste de la région. Le thé fait ainsi son arrivée en Afrique en passant par le Maroc. En 1819, Charles Cochelet raconte que le thé vert qu'on trouve Guelmin est acheté par les Britanniques à Canton en échange d'opium et d'argent espagnol. La menthe y est vite ajoutée : au goût puissant, elle permet de réduire l'amertume du thé sans en changer la couleur,. On appelle un thé à la menthe un « thé complet », en référence à un proverbe maure : « le thé sans menthe est comme une langue sans sens ».
Dans un premier temps, les faqīhs jugent le thé illicite en Islam. En 1826, le faqîh Ahmed Ibn Abdelmalek Alaoui, qui exerce comme juge, refuse les témoignages de buveurs de thé, affirmant que « l’homme doit éviter toute chose dont il ignore le verdict d’Allah ». Le faqîh Hajj Abed El Baichouri, au début du vingtième siècle, affirme avoir entendu parler d'une « usine à Paris de thé et de sucre où ils utilisaient les os de charognes et du sang », soutenant donc l'interdiction du thé. Le cheik mauritanien Ahmed Hamed Ben M’hamed Ben Mukhtar Allah ajoute que le thé conduit à « se mélanger avec des esclaves et des jeunes, à entendre des discours obscènes et à médire sur les gens ». Le discours est rapidement battu en brèche, de nombreux écrivains marocains défendant la boisson au nom de la médecine et de la tempérance. Le Faqîh Idriss, fils de Slimane ben Mohammed, sert du thé à ses élèves lorsqu'il constate que leur concentration baisse. En 1925, le cheikh Mohammed Ben Al Mouayyad Ben Sidi écrit dans une fatwa qu'il « ne faut pas interdire ce qui n’a pas été interdit dans le coran, la sounna et le consensus » en faisant référence à la consommation de thé.

### Intégration à la culture marocaine
Entre 1830 et 1840, le volume de thé importé chaque année par le Maroc passe de 3,5 à 20 tonnes, alors que sa consommation s'étend à la classe moyenne des milieux urbains ; lors de la décennie 1880, il est consommé par l'intégralité de la société et le thé et le sucre composent un quart des importations du pays. Les prix baissent largement en parallèle, les puissances européennes généralisant la culture du thé dans leurs colonies respectives, augmentant l'offre. L'usage naît d'une volonté d'imiter les classes les plus riches du Maroc, et non les Anglais : les ustensiles importés de Grande-Bretagne sont souvent estampillés en arabe pour cacher leur nature importée. À cette époque, deux visions s'opposent. Les voyageurs et colons européens insistent sur l'adoption rapide du thé par l'ensemble des marocains. Les sources orales locales, au contraire, soulignent que le thé se diffuse très lentement d'une classe sociale à l'autre et est vu comme une boisson très masculine dans un premier temps.
À partir de 1912, le protectorat français du Maroc se veut garant de l'artisanat local. Prosper Ricard déplore l'influence des produits européens et cherche à orienter les artisans vers la production d'objets de luxe : les dinandiers travaillent pour les notables et les touristes, mais leur marché s'essouffle. Ils se lancent donc dans une réforme du métier, cherchant à copier les modèles d'ustensiles à thé importés d'Europe, et créent une corporation des swâiniya (« fabricants de plateaux ») dans la région de Fès dans les années 1910, en particulier sur la place Seffarine (en) de la ville. Un rituel de boisson du thé, ainsi que tout un ensemble d'ustensiles, voient alors le jour.
En 1946, un dinandier introduit le tour mécanique dans le pays après en avoir vu en Italie. Grâce au nouvel outil, l'entreprise Et Taj se met à copier les théières Wright fabriquées à Manchester. Elles sont donc désormais fabriquées à Fès, tout en gardant la forme et les décorations anglaises, mais la ciselure traditionnelle marocaine des décorations.
En 2008, le Maroc est le plus grand importateur de thé vert chinois au monde. En 2014, le Maroc est le deuxième pays le plus consommateur de thé avec une consommation par personne et par an de 4,34 kg.

## Consommation

### Thé vert à la menthe

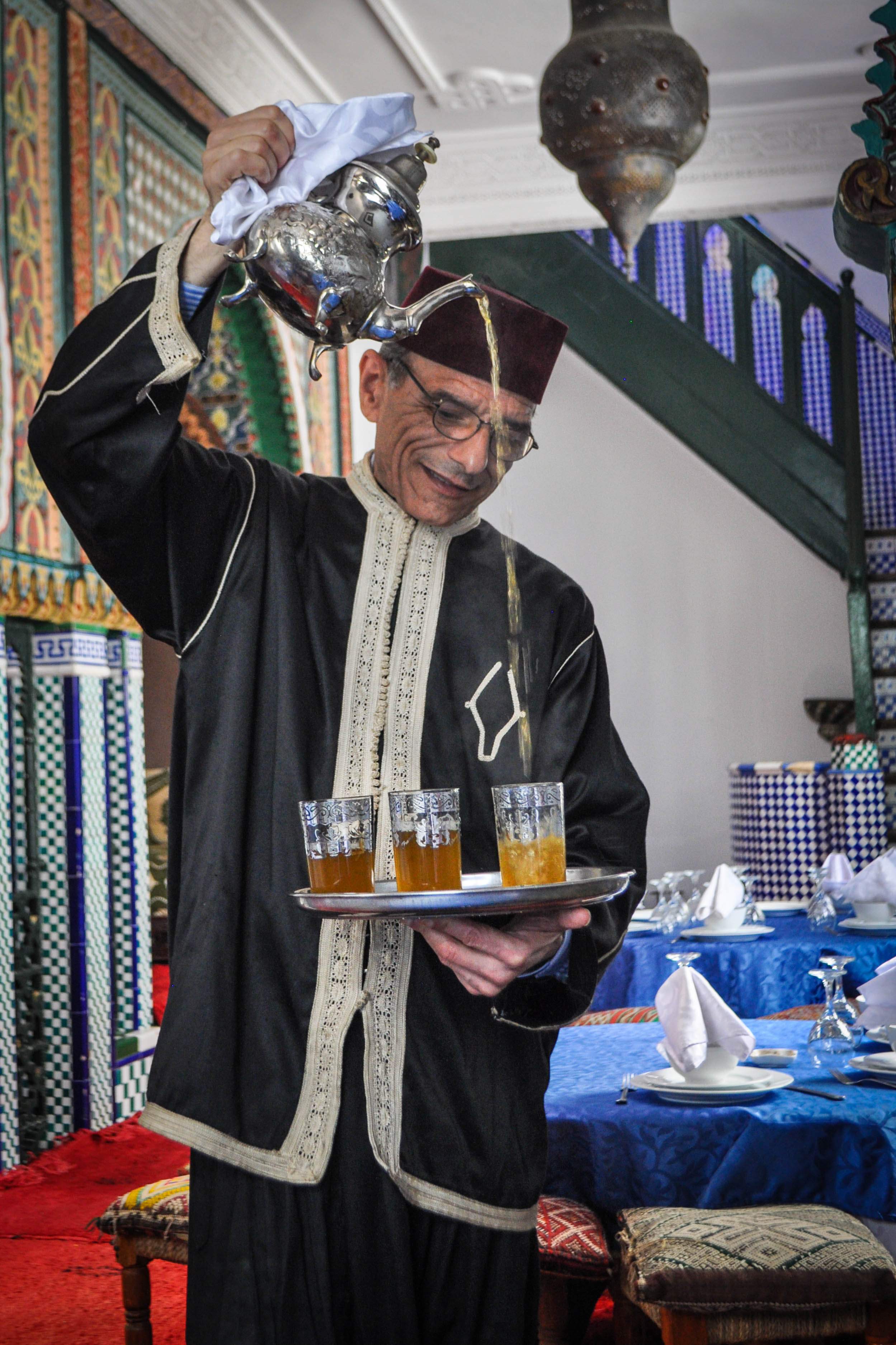
Service du thé à la menthe.

Le thé utilisé pour le thé vert à la menthe, qui est le plus communément bu au Maroc, est du thé vert Gunpowder chinois,. Les Marocains y ajoutent des pains de sucre et des poignées de menthe poivrée. Parfois, la menthe est accompagnée d'autres plantes, comme de l'absinthe, de la marjolaine, de la sauge ou de la verveine : ces ajouts sont plus communs l'hiver. La menthe peut ausis être entièrement remplacée par l'absinthe (dite chiba ou shiba), ou la verveine (lwiza, louiza ou louisa), et au printemps par la fleur d'oranger. En mars, l'ajout de fleur d'oranger est répandu. On peut aussi utiliser des fruits de cactus séchés et l'ajouter au thé pour régler des désordres gastrointestinaux ou de sommeil. On n'y ajoute jamais de lait,. Dans le Sud du pays, on y ajoute parfois également du safran.
Les aristocrates peuvent boire du thé à l'ambre. On enroule un morceau d'ambre dans de la laine, qu'on pose à l'ouverture de la théière. La vapeur du thé pénètre la laine et touche l'ambre. La vapeur, enfermée dans la théière, fait prendre le goût de l'ambre au thé.
Il n'existe pas de recette « standard » du thé, chaque famille utilisant ses propres temps d'infusion et quantités d'ingrédients. On remarque cependant des tendances générales en fonction de la région. La région de Fès produit un thé plus léger, tandis que les Berbères du Haut Atlas ajoutent de nombreuses herbes pour un goût plus fort. Tout au Sud du pays, le thé est infusé plus longtemps.
Le thé est infusé relativement longtemps. Pendant l'infusion, on le mélange doucement avec une cuillère. Ensuite, on le transvase entre un verre et la théière pour voir le niveau d'infusion et reconnaître quand il est prêt. Quand le goût est satisfaisant, le liquide réintègre la théière en métal et on sert le thé, en tenant la théière très haut, dans des petits verres, généralement ornés de liserés dorés. Le fait de tenir la théière aussi haut n'est pas fait que pour impressionner avec son agilité. Il sert aussi à aérer l'eau bouillie, l'aidant à refroidir et créant des petites bulles qui donnent un goût légèrement différent au thé.

Les verres sont toujours remplis seulement à moitié. Ainsi, les personnes qui boivent peuvent tenir le haut du verre sans se brûler les doigts. La décoration du verre sert à identifier à quel niveau s'arrêter.

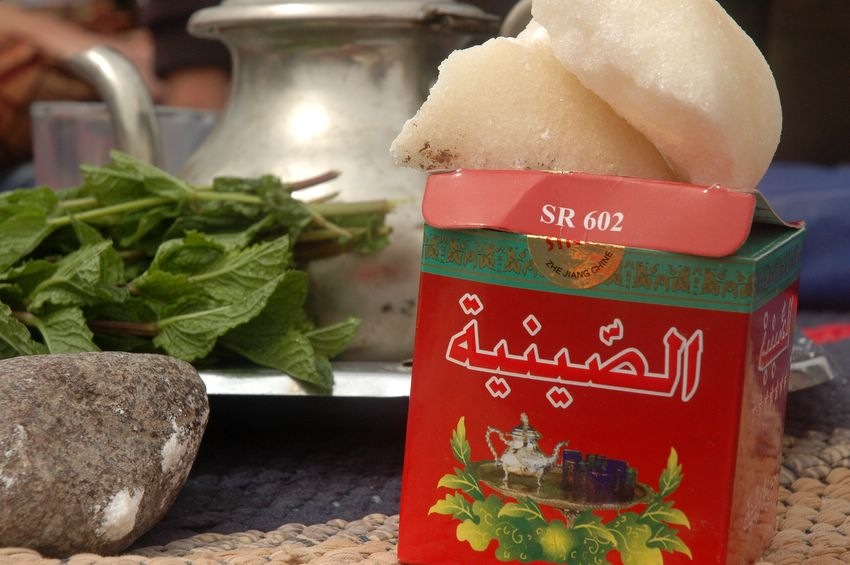
Ingrédients : du thé, des feuilles de menthe, du sucre.
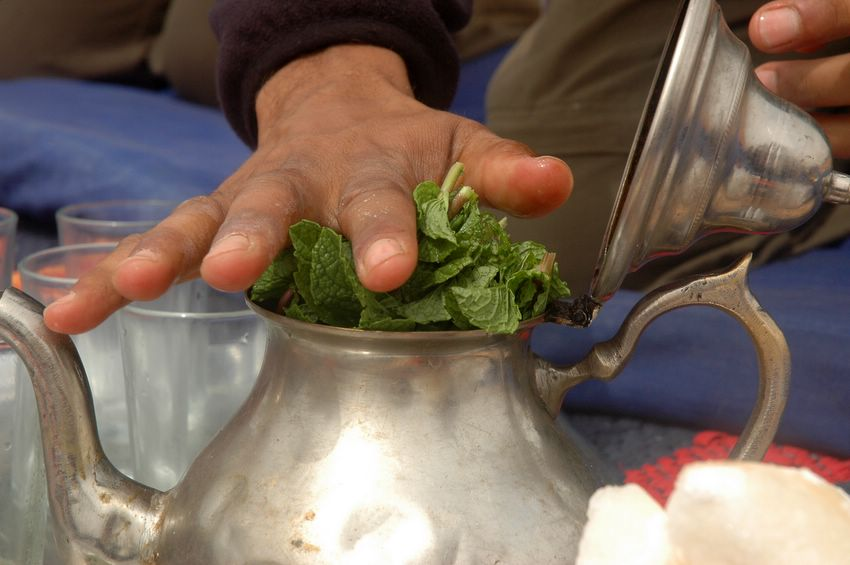
Ajout de la menthe dans le thé.
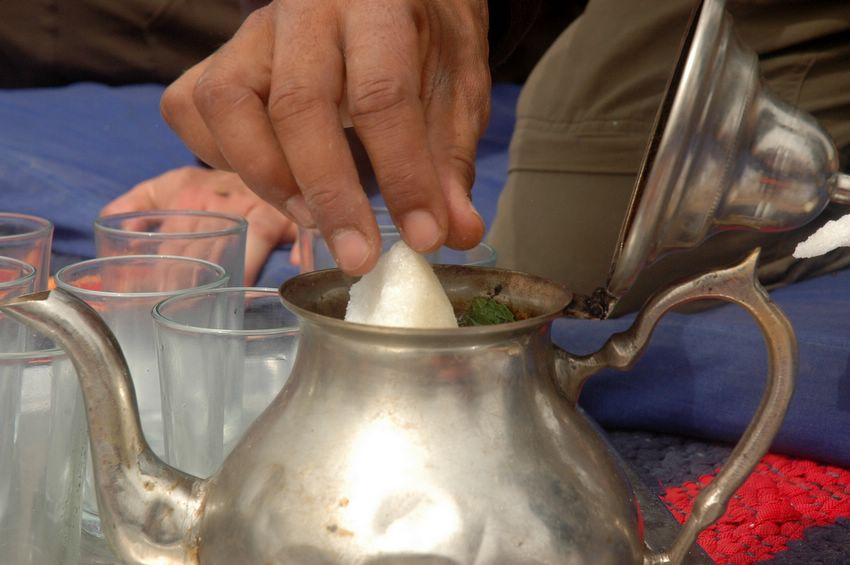
Ajout du sucre au thé.
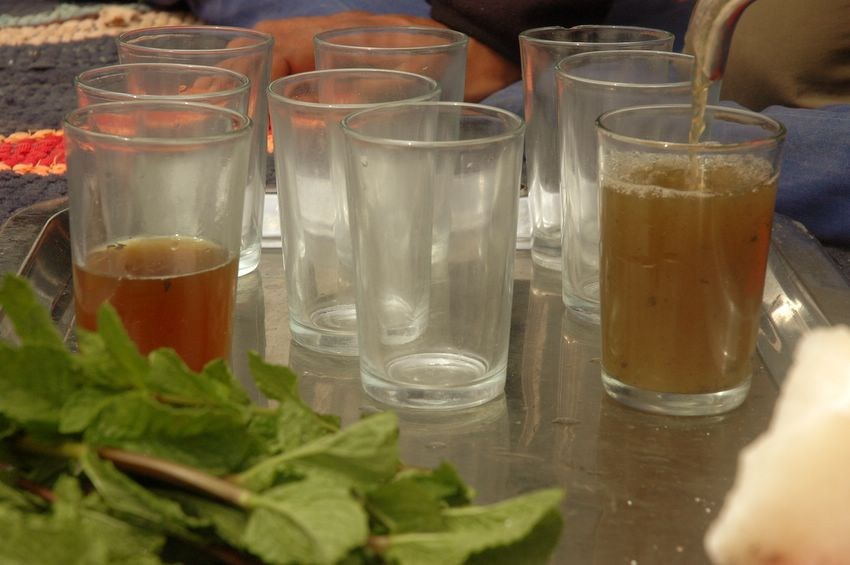
Pendant l'infusion, on transvase le thé entre la théière et les verres pour se débarrasser des résidus.
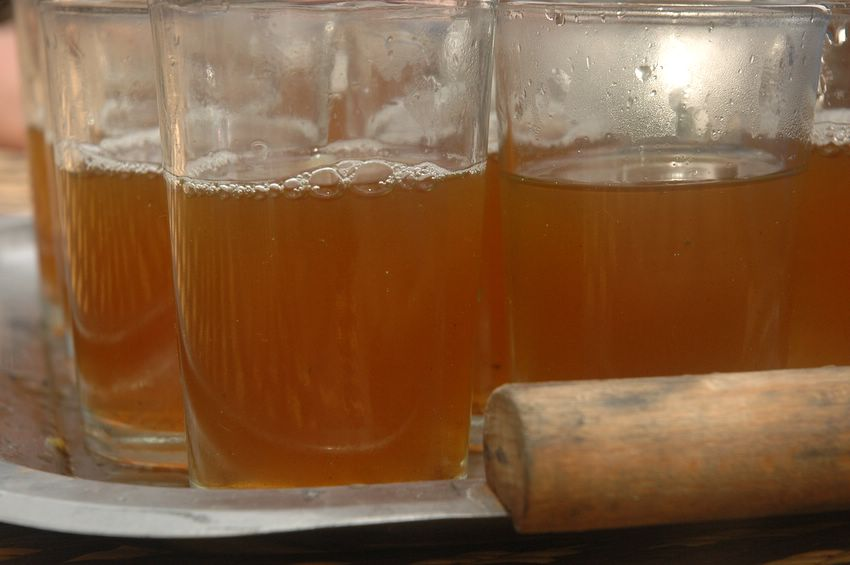
Thé prêt à consommer.

### Ustensiles

#### Porcelaine d'Asie de l'Est

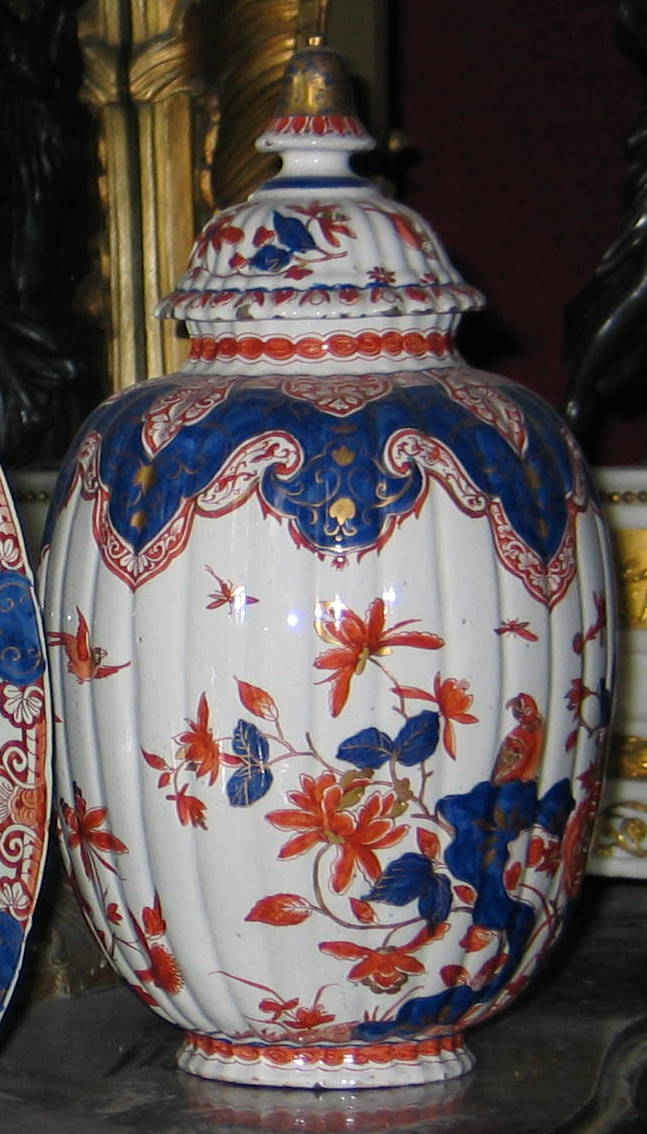
Vase de style Imari.

À l'ère pré-moderne, les dignitaires marocains apprécient l'usage de porcelaine d'Asie de l'Est, en particulier la porcelaine d'Imari. C'est en particulier le cas au dix-huitième et dix-neuvième siècles. Ces nécessaires à thé en porcelaine sont souvent offerts aux familles riches dans le cadre de naissances et de mariages, comme dans le reste du Moyen-Orient. La porcelaine chinoise arrive d'ailleurs bien plus tôt que le thé : Ibn Battûta la mentionne déjà au treizième siècle.
Il est fort probable que l'utilisation de couverts en porcelaine au Maroc s'explique par un hadîth interdisant de manger dans des métaux précieux. La popularité de la porcelaine d'Imari au Maroc devient à terme partie intégrante des arts de l'Islam.

#### Ustensiles habituels

##### Historique

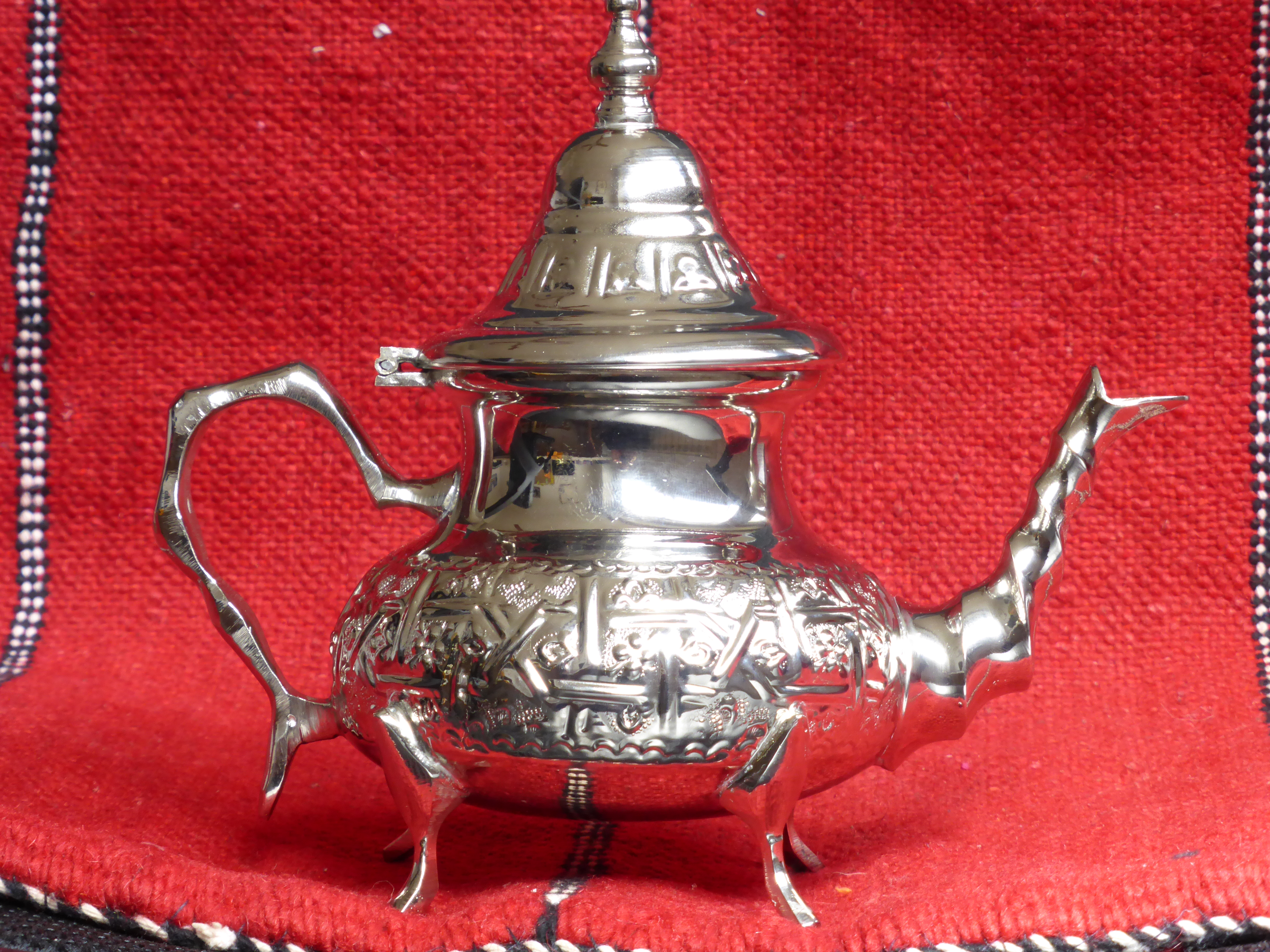
Théière métallique marocaine.

Les rapports mercantiles avec l'Europe viennent avec leur propre influence sur les ustensiles à thé. La population marocaine voit la généralisation du thé infusé et de la vaisselle qui l'accompagne : plateau, théière, verres, boîtes à sucre et à thé. Les verres et la théière sont posés sur un plateau en cuivre, en maillechort ou en argent. Ce plateau à thé (siniyya) devient un élément de décoration intérieure à part entière, commun à toutes les classes sociales mais de matériau et de forme variables. Il ne dépend pas d'une importation anglaise : il est déjà présent dans les familles depuis la protohistoire, qui voit un âge d'or de la production de cuivre en Afrique du Nord. La vaisselle métallique est elle aussi répandue bien avant l'arrivée du thé dans la région.

L'acte d'Algésiras, signé en 1906, marque l'arrivée massive d'objets européens sur le marché marocain, les producteurs européens cherchant à concurrencer la production locale. En parallèle, le marché des ustensiles à thé se développe, permettant la prise d'importance de la dinanderie au Maroc. Au début du vingtième siècle, il est de bon ton de poser la théière, en étain ou argent, sur un plateau en argent. Les bouilloires à thé et samovars en cuivre sont également répandus dans les importations d'Angleterre. L'argenterie Wright, fabriquée à Manchester, entre au Maroc sous le nom de rayt ; les produits anglais sont souvent estampillés en arabe pour entretenir l'impression qu'ils sont fabriqués localement.

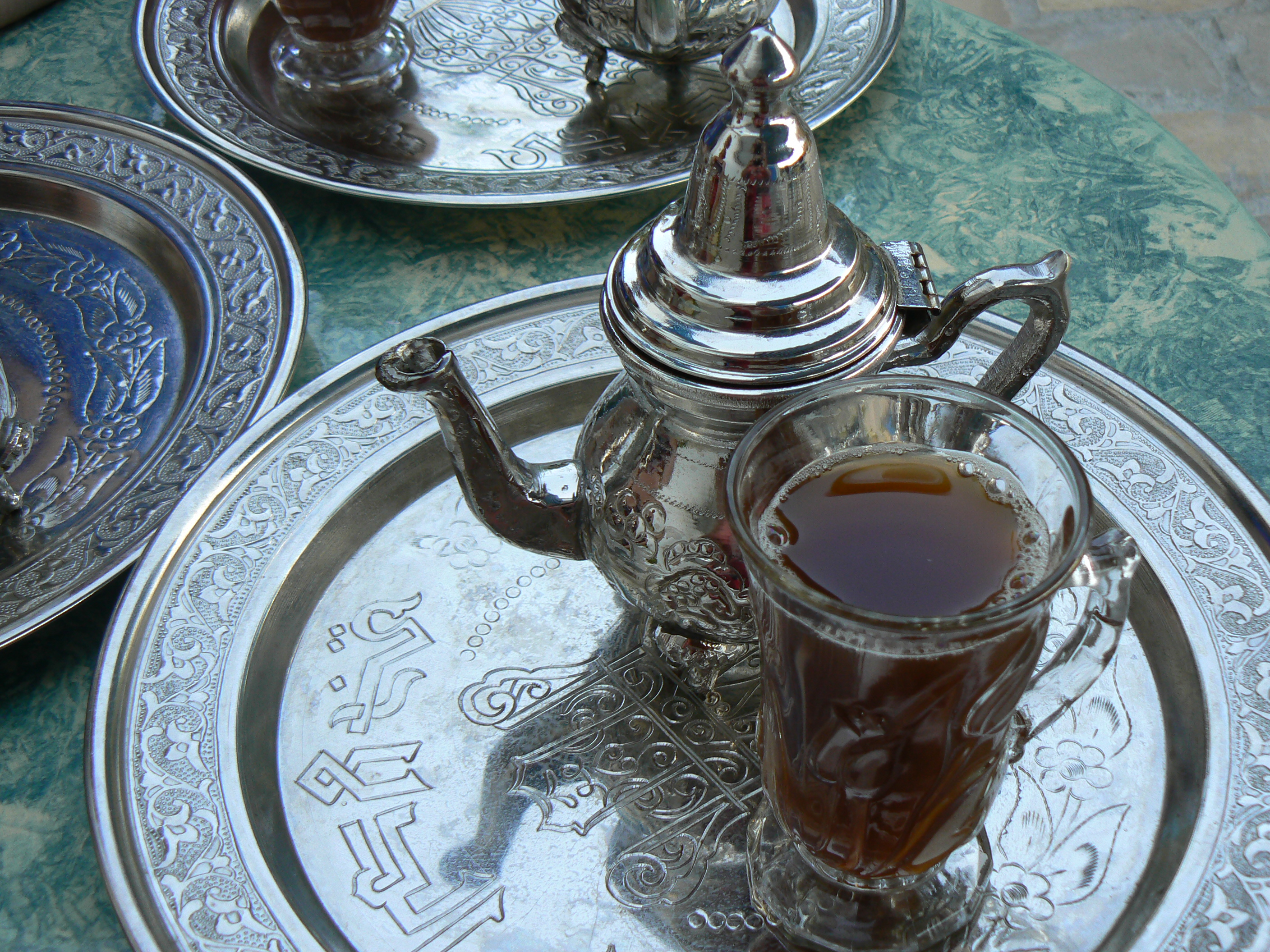
Plateau, théière et verre pour le thé à la menthe marocain.

Sous le protectorat français du Maroc, les dinandiers se lancent donc dans une réforme du métier, cherchant à copier les modèles d'ustensiles à thé importés d'Europe, et créent une corporation des swâiniya (« fabricants de plateaux ») dans la région de Fès dans les années 1910, en particulier sur la place Seffarine de la ville. Au début du dix-neuvième siècle, ils sont une soixantaine ; en 2011, ils atteignent parfois 10 000 artisans dans près de 600 manufactures à Fès.
En 1946, après l'introduction du tour mécanique, l'entreprise Et Taj se met à copier les théières Wright. Elles sont donc désormais fabriquées à Fès, tout en gardant la forme et les décorations anglaises, mais la ciselure traditionnelle marocaine des décorations.

##### Composition
L'équipement différencie les plus riches, qui ont des ustensiles dédiés, et les classes populaires sans ustensiles dédiés. Il compte cependant toujours un grand plateau, un petit plateau où on pose les récipients du thé, du sucre et de la menthe, une théière et des verres.
Chez les familles les moins aisées, on utilisera des boîtes en bois. Les plus riches peuvent avoir des boîtes en or ou en argent, richement décorées.
Les verres peuvent être très richement décorés, mais doivent toujours rester en partie transparents afin de voir le thé qu'on boit. Leurs décorations servent aussi à identifier jusqu'à quel niveau le verre doit être rempli.

### Occasions

#### Moment de la journée
Le thé est généralement servi trois fois par jour. La particularité de son service est due au fait que l'on conserve les feuilles de thé et de menthe verte dans la théière, qui continuent à infuser. Au fur et à mesure des services, la boisson obtenue change de saveur et d'aspect (léger au premier, équilibré au second, très astringent et amer au dernier). Traditionnellement, on en boit trois verres, symbolisant les trois goûts de la citation : « Le thé à la menthe doit être amer comme la vie, mousseux comme l’amour et sucré comme la mort. »
Une fois que le thé est servi, on doit le boire chaud, à petites gorgées, sans souffler dessus ni faire de bruit de bouche.

#### Invités
Le thé est servi avant toute négociation ou vente en signe d'hospitalité. Il est irrespectueux de le refuser. Certaines familles ont deux thés : une marque est utilisée pour la consommation quotidienne, une autre pour les grandes occasions et les personnes invitées. Il est très impoli de servir un thé préparé avant l'arrivée d'un invité, ou préparé hors de sa vue.

#### Famille
Le plus souvent, le thé est préparé et servi par les hommes. Au dix-neuvième siècle, c'est le patriarche qui choisit qui aura l'honneur de préparer le thé,. Encore aujourd'hui dans les foyers un peu plus moderne, c'est généralement  la femme qui prépare et sert le thé, l'homme peut aussi le faire mais cela concerne plus les occasions de fête avec plein d'invités (vu que la femme est déjà occupée à préparer à manger).
Le thé vert est servi aux enfants dès leur plus jeune âge ; or, il limite l'absorption du fer, ce qui peut poser des problèmes de santé aux nourrissons.
Chez les familles pauvres, le pain et thé (Khobz wa atay) est un repas frugal et répandu : le pain et le thé sont la base de leur alimentation, parfois supplémentés par des olives noires dans le Nord du pays, du beurre et de l'huile d'olive dans le Sud ou des dattes dans le Sahara.

#### Occasions spéciales
On peut organiser des cérémonies du thé à l'occasion de mariages ou de pèlerinages, entre autres. Dans ce cas, la personne qui va préparer le thé sera choisie à l'avance, et parfois même une spécialiste amenée spécifiquement pour l'occasion. Elle est toujours d'âge mûr et réputée pour sa sagesse et la qualité de son thé.
À cette occasion, le thé sera préparé pendant qu'on fait brûler du bois de santal. La personne qui prépare le thé peut verser quelques gouttes d'eau de rose ou d'eau de fleur d'oranger sur les invités.

### Demande
Le thé utilisé pour le thé vert à la menthe, qui est le plus communément bu au Maroc, est du thé vert Gunpowder chinois,. Les importations de thé se partagent donc entre ce thé, qui constitue 70 % des ventes dans le pays, le reste étant du Chun Mee au goût moins amer et plus populaire chez les Touaregs au sud du pays. La menthe consommée avec le thé vient souvent de la région de Meknès, censée produire les plants les plus savoureux.
En 2008, la consommation par personne et par an de thé vert chinois est de 1,76 kg. En 2014, le Maroc est le deuxième pays le plus consommateur de thé avec une consommation par personne et par an de 4,34 kg. Il existe peu de statistiques fiables sur la consommation réelle du thé, selon des économistes marocains, et la consommation est donc mesurée par les volumes d'importation.
| Année | Quantité, en tonnes |
| ----- | ------------------- |
| 1830  | 3.5                 |
| 1840  | 20                  |
| 2017  | 339 (thé noir)      |

## Commerce

### Production
Le Maroc n'est pas un pays producteur de thé. Sa consommation est intégralement importée.
Dans les années 1970, il y a une tentative de cultiver du thé dans la région de Larache, mais il s'avère que la culture coûte plus cher que l'importation et l'expérience est abandonnée. En 2020, en raison de la pandémie de Covid-19 au Maroc et en Chine qui affecte les importations et la demande de thé, l'Association Marocaine des Industriels du Thé et du Café demande à son ministère d'encourager une reprise des expériences de culture dans l'objectif de couvrir 20 % des besoins du pays,.

### Importation

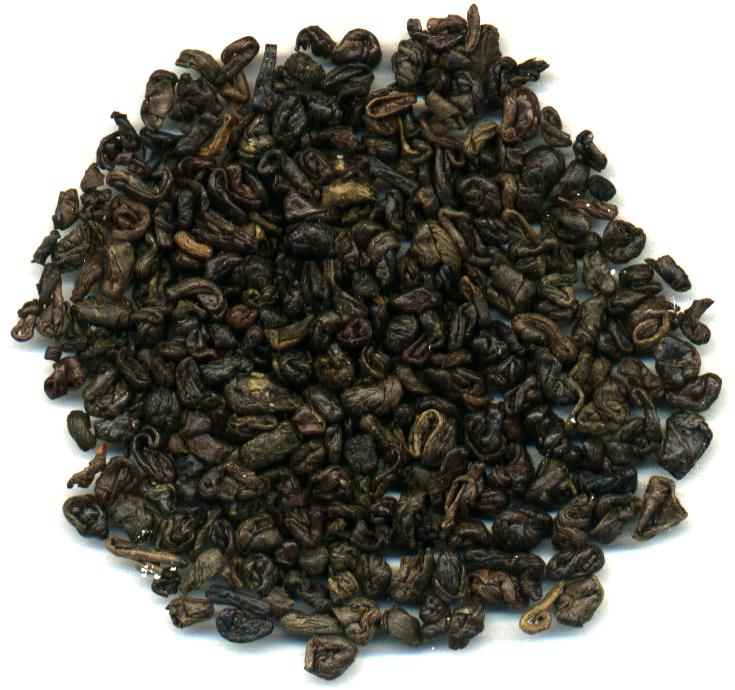
Thé chinois Gunpowder.

Le Maroc est ainsi le premier importateur de thé vert chinois au monde, au moins de 2008 à 2018, devant l'Ouzbékistan, le Togo, le Japon et les États-Unis et représente, en 2016, 17 % des exportations chinoises de thé vert en termes de volume, et en 2019, 30 % d'entre elles. Le marché chinois représente 85 à 95 % du thé vert importé par le pays, le reste provenant du Sri Lanka et d'Inde. Au premier trimestre 2020, en raison de la pandémie de Covid-19 au Maroc et en Chine, les importations de thé chinois chutent de 46 % : le gouvernement fait importer une réserve de six mois de thé en cas de rupture de l'approvisionnement et noue des relations commerciales avec le Sri Lanka.
Après une nationalisation des importations de thé en 1958, le marché est libéralisé en 1993,. Avant cette libéralisation, Somathes compte 95 % de part de marché, une part qui tombe à 35 % au début des années 1990. À la fin des années 2000, certains économistes marocains s'inquiètent par ailleurs de l'absence de réglementation propre à l'importation de thé. L'Office national de sécurité sanitaire des produits alimentaires affirme en 2018 procéder à un contrôle systématique des thés importés. L'année suivante, il instaure des nouvelles normes sanitaires sur le thé importé de Chine. Ces normes suivent un contrôle ayant montré que les thés vendus au Maroc ont tendance à contenir des proportions élevées de pesticides et en fixent des mesures maximales, jugées trop sévères par plusieurs groupes commerciaux qui estiment ne pas pouvoir s'y plier.
Le thé est généralement conditionné en vrac et très rarement vendu sous la forme de sachet de thé, mais dans la deuxième moitié des années 2010, ce mode d'emballage gagne en popularité.

### Marques commerciales
On compte environ 400 marques de thé au Maroc, commercialisées par une centaine de groupes. De nombreuses marques sont régionales et rurales.
Le marché de l'importation de thé est dominé par Somathes (anciennement l'ONTS, Office National du Thé et du Sucre) et Mido Food Company (auparavant appelée Haj Hassan Raji), qui détiennent à eux deux 55 % des importations. En 2018, la Mido Food Companies, redevenue Haj Hassan Raji, est le premier groupe du pays. Elle est suivie du groupe Bellakhdar, propriétaire de la marque Lion, et du groupe Astaib. Les groupes Zine, Somathes (10 % du marché) et Salman suivent le podium et ces six marques constituent 80 % du marché. Dans les années 2010, de nouveaux groupes émergent : le groupe Novatis de la famille Badaa, dont la marque principale est Taj Bladi, le groupe Astaïb propriétaire des marques Bellar et Loubane rachète la marque Kamanja au groupe Belafqih. En 2017, Moncef Belkhayat lance la marque Miaz avec son groupe Salman Tea. Un an plus tard, l'entreprise comptabilise 4 % du marché.
Somathes possède les marques Souiri, Kafila et Ménara, qui représentent 70 % de son chiffre d'affaires en 2005. Elle possède aussi de nombreuses marques régionales, dont Oudaya, vendue dans le Nord, et Tour Hassan dans les régions de Khouribga et Béni Mellal, ainsi qu'une marque de luxe, Chaâra no 1.
La Mido Food Company possède la marque Sultan, la marque la plus populaire du pays. D'autres marques du groupe incluent Al Arche et Raïs.
La marque algérienne Khayma enregistre de fortes ventes à l'Est du pays en raison de ses prix beaucoup plus bas que ceux des marques marocaines.

## Représentations dans la culture

### Représentations dans l'art marocain
En 1895, un poète Aït Baâmrane du Sud-Ouest du Maroc écrit un long poème en chleuh pour décrire l'esthétique du rituel du thé et en faire des métaphores de la société marocaine, observant en particulier les inégalités entre les classes sociales et les influences coloniales européennes.
Au début des années 1970, le groupe de musique Nass El Ghiwane interprète la chanson As-sīniyya (« le plateau de thé »). Le thé est alors utilisé comme représentation des valeurs de la communauté, montrant la solitude des individus dans une société capitaliste.

### Représentation du thé marocain à l'international

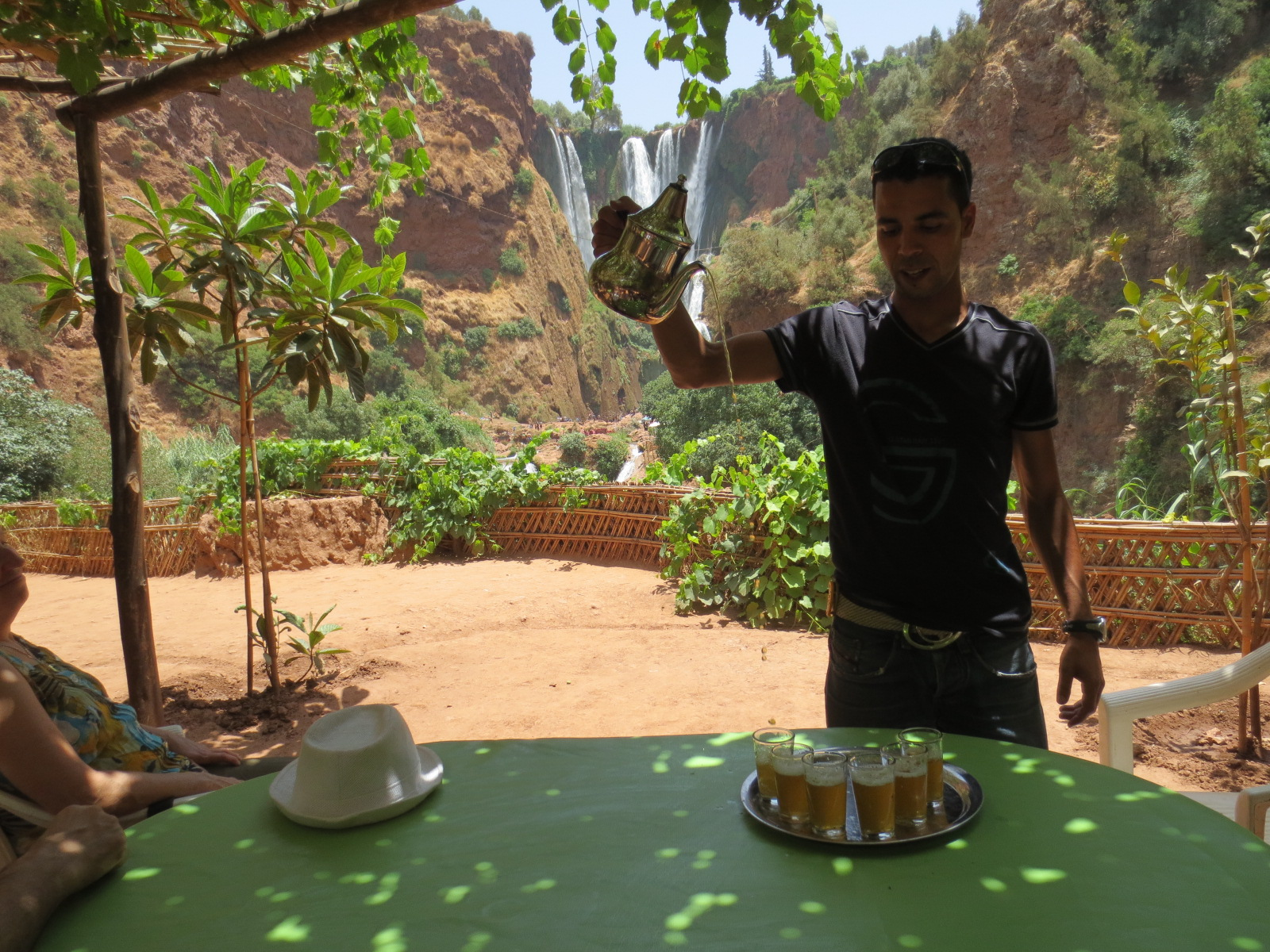
Service de thé à des touristes visitant les cascades d'Ouzoud

La cérémonie du thé marocaine est présentée comme un essentiel à découvrir pour les touristes dans le pays ; sur les brochures publicitaires, elle est souvent présentée comme « l'essence même de la vie au Maroc et le symbole de l'hospitalité marocaine ». Dans le cadre touristique, la cérémonie est extrêmement standardisée et manque souvent d'authenticité, se voulant plutôt une caricature de l'art de vivre marocain.